# Migaz
Migaz (en arabe : arabe : ميڭاز) est une préparation culinaire marocaine originaire d'Al-Andalus, elle est préparée essentiellement à base de morceaux de pain rassis ou pain dur accompagnés d'autres ingrédients.
Ce plat a été importé au Maroc par les Morisques chassés d’Al-Andalus, ce qui explique sa consommation considérable dans les villes à forte présence andalouse. Il se décompose en plusieurs variantes régionales préparées notamment dans les villes de Rabat et de Salé, dans la région du nord et dans la région de l'oriental du Maroc.
Par le passé, ce mets était consommé de manière régulière, ce qui n'est plus le cas de nos jours.

## Migazà Rabat
La ville de Rabat fut peuplée des Hornacheros depuis la seconde moitié du XVIe siècle et connut des vagues d'installation de Morisques entre 1610 et 1914, ce qui a influencé sa vie sociale par la culture andalouse, notamment son art culinaire.
En effet, migaz fait partie des préparations culinaires apportées d'Andalousie qui ont gardé une dénomination à connotation ibérique. Certains auteurs considèrent ce plat comme un plat de jours maigres. Aussi qu'il est préparé comme plat principal durant des occasions particulières, telles que le repas de Souhour du mois de Ramadan et le cérémonial de thé de 11 heures.
Il existe trois variantes de migaz à la ville de Rabat :
- migaz aux épices : il est fait à base de pain de Rabat, khobz mzouweq, qui est sec, coupé en petits morceaux, émietté et frit dans l'huile d'olive, d'ail, de poivre et de cumin. On le faire frire jusqu'à ce qu'il soit doré et grillé[4] ;
- migaz sucré : petits morceaux de pains rassis qu’on fait revenir dans du beurre fermier, qu’on caramélise avec un peu de sucre et qu’on saupoudre de cannelle ;
- tambassalt : ragoût d'oignons et de lentilles auquel sont rajoutés les morceaux de pain rassis.